# Des Kaisers neue Kleider
Des Kaisers neue Kleider è una via lunga di arrampicata sportiva sul Fleischbank nei Monti del Kaiser Austria, aperta e liberata Stefan Glowacz nel 1994.

## La via
La via fa parte della Trilogia delle Alpi, tre vie d'arrampicata tra le più difficili delle Alpi.
Il nome della via fa riferimento alla fiaba I vestiti nuovi dell'imperatore scritta da Hans Christian Andersen, famosa per la frase "Il re è nudo!".

## Salite
- Stefan Glowacz - 1994 - Prima salita
- Harald Berger - 2004 - Seconda salita
- Michael Mayr - 24 settembre 2007 - Terza salita[1]
- Guido Unterwurzacher  e Ondra Benes - agosto 2009  - Quarta e quinta salita[2]
- Kilian Fischhuber - 28 settembre 2009[3]
- Barbara Zangerl - settembre 2013 - Prima salita femminile[4]